# Lutz Thormann (Politiker)
Lutz Thormann (* 1940 in Leipzig; † 6. November 1992) war ein deutscher Politiker.

## Leben
Nach seinem Abitur 1959 und einem Pflichtjahr in der Krankenpflege studierte Thormann Medizin an der Universität Leipzig. Er machte eine Ausbildung zum Facharzt für Allgemeinmedizin und übte diesen Beruf danach aus. Thormann machte auch eine Zweitausbildung zum Facharzt für Neurologie und Psychiatrie, wo er bis 1991 ambulant tätig war. 1991 wurde er Leiter der Abteilung für Neurologie und Psychiatrie am Krankenhaus Spremberg.
Noch bis 1989 war Thormann politisch nicht aktiv und parteilos, erst später schloss er sich dem Bündnis 90 an. Am 29. November 1991 rückte er für Henrik Poller in den Landtag Brandenburg nach, dem er bis zu seinem Tod angehörte. Sein Nachfolger war Detlef Grabert, der allerdings zunächst fraktionslos war und erst später Mitglied der Bündnis-90-Fraktion wurde.

## Ehrungen
Nach Lutz Thormann wurde eine Straße im brandenburgischen Spremberg benannt, die Lutz-Thormann-Siedlung.